# Pamexis lutea
Pamexis lutea är en insektsart som först beskrevs av Carl Peter Thunberg 1784.  Pamexis lutea ingår i släktet Pamexis och familjen myrlejonsländor. Inga underarter finns listade i Catalogue of Life.